# محمد ياسين (سياسي)
محمد ياسين (بالإنجليزية: Mohammad Yasin)‏ هو سياسي بريطاني، ولد في 15 أكتوبر 1971. حزبياً، نشط في حزب العمال. في الانتخابات التشريعية البريطانية 2017، انتخب عضو برلمان المملكة المتحدة الـ57 عن دائرة بيدفورد وقد انضم خلال فترته النيابية ‏ (8 يونيو 2017 – ) للكتلة البرلمانية حزب العمال.